# Tim Hutten
Timothy Julien "Tim" Hutten, född 4 juni 1985 i Los Alamitos i Kalifornien, är en amerikansk vattenpolospelare. Han ingick i USA:s landslag i herrarnas turnering i vattenpolo vid olympiska sommarspelen 2008 där USA tog silver och i herrarnas turnering i vattenpolo vid olympiska sommarspelen 2012 där USA slutade på åttonde plats.
Efter skoltiden vid Los Alamitos High School studerade Hutten vid University of California, Irvine där han spelade vattenpolo för UCI Anteaters. Han tog guld vid panamerikanska spelen 2011.